# Braunstirn-Blütenfledermaus

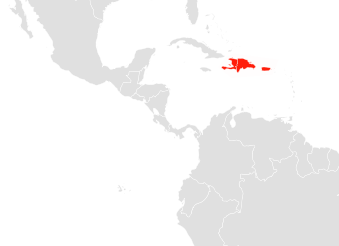
Verbreitungsgebiet der Braunstirn-Blütenfledermaus

Die Braunstirn-Blütenfledermaus (Erophylla bombifrons) ist ein auf karibischen Inseln verbreitetes Fledertier in der Familie der Blattnasen. Die Population wurde bis in die 1980er Jahre in die Gelbbraune Blütenfledermaus (Erophylla sezekorni) eingeordnet. Die beiden Arten sind die einzigen Vertreter der Gattung Erophylla.

## Merkmale
Mit einer Kopf-Rumpf-Länge von 80 bis 88 mm, einer Schwanzlänge von 13 bis 17 mm und einem Gewicht von 16 bis 21 g ist die Art eine mittelgroße Blattnase. Sie hat 47 bis 51 mm lange Unterarme, Hinterfüße von 13 bis 15 mm Länge und 17 bis 19 mm lange Ohren. Für die Braunstirn-Blütenfledermaus ist kurzes weiches Fell kennzeichnend, das oberseits kastanienbraun ist, während die Unterseite und das Gesicht heller erscheinen. Jedes Haar ist an der Wurzel weiß und an der Spitze braun. Wie bei der Große Antillen-Langzungenfledermaus (Monophyllus redmani) kommen auf der Zunge viele Papillen vor. Verglichen mit anderen Gattungen der Blattnasen ist das Nasenblatt klein. Die 32 Zähne verteilen sich nach der Zahnformel I 2/2, C 1/1, P 2/2, M 3/3. Die Kronen der Backenzähne sind nicht wie ein W geformt. Der diploide Chromosomensatz besteht aus 32 Chromosomen (2n=32).

## Verbreitung und Lebensweise
Die Fledermaus lebt auf den Inseln Hispaniola und Puerto Rico. Sie hält sich in trockenen Landschaften auf.
Große Kolonien mit hunderten oder tausend Mitgliedern ruhen im Eingangsbereich von Höhlen mit hoher Innentemperatur. Die Braunstirn-Blütenfledermaus verlässt das Versteck später als andere Fledermäuse. Je nach Population besteht die Nahrung aus Früchten, Nektar und Insekten oder aus einer Mischung dieser Nahrungsquellen. Oft genutzte Früchte sind Muntingia calabura, Beeren des Pokastrauchs und Früchte der Gattung Pfeffer. Pollen und Nektar werden vorwiegend von Bananen, Guaven, Vertretern der Gattung Leucaena und Kakteengewächsen aufgenommen. Die Fledermaus schwebt nicht vor den Kaktusblüten, sondern nimmt diese zwischen die Finger. Häufig gefressene Insekten sind Zweiflügler, Schmetterlinge und Hautflügler. Fänge in zur Untersuchung aufgestellten Japannetzen lassen vermuten, dass die Art meist im Bereich des Unterwuchses fliegt. Einige Exemplare wurden weit entfernt von ihren Höhlen gefangen.
Das Fortpflanzungsverhalten scheint dem der Gelbbraunen Blütenfledermaus zu ähneln. Trächtige Weibchen sind aus den Monaten Februar bis Juni und Weibchen mit aktiven Zitzen aus den Monaten Mai bis September bekannt. Die bei Geburt nackten und rosafarbenen Nachkommen haben offene Augen und halten sich im Fell der Mutter fest. Bei Ausflügen der Mutter bleiben sie in der Höhle.

## Gefährdung
Touristische Besucher und Guano-Sammler wirken sich negativ aus. Einige Exemplare sterben infolge von Hurricanes. Manchmal fällt die Braunstirn-Blütenfledermaus streunenden Katzen zum Opfer. Im Verbreitungsgebiet wurden verschiedene Schutzzonen eingerichtet. Die IUCN listet die Art als nicht gefährdet (least concern).